# Enrico Intra
Enrico Intra (Milano, 3 luglio 1935) è un pianista, compositore e direttore d'orchestra italiano di ambito jazz, noto anche per il suo sodalizio artistico con il chitarrista Franco Cerri, con cui ha formato nel 1980 un celebre duo strumentale.
È docente e bandleader della Civica Orchestra Jazz di Milano, con la quale ha tenuto nel maggio 2008 uno spettacolo-omaggio dedicato a Duke Ellington.
Ideatore di un approccio nuovo e in chiave strettamente afro-europea al jazz moderno, è musicista di fama internazionale, fratello del noto pianista, arrangiatore e direttore d'orchestra Gianfranco Intra, ed è conosciuto anche per la sua attività di organizzatore di rassegne e festival jazzistici.
Ha collaborato con diversi artisti di fama, fra cui Giuni Russo, Franco Cerri, Pupo De Luca, Iva Zanicchi, Severino Gazzelloni, Claudio Cusmano, Bruno De Filippi, Marco Ratti, Pino Presti, Hugo Heredia, Tullio De Piscopo, Shirley Bunnie Foy, Gene Guglielmi, Giancarlo Barigozzi, Gil Cuppini, Sergio Farina, Victor Bach, Francesco Guccini, Pallino Salonia, ecc. Suoi brani sono stati interpretati da artisti di talento come Severino Gazzelloni, Chet Baker, Milt Jackson e Gerry Mulligan (con il quale ha inciso la suite Nuova Civiltà, contenuta con altre sue composizioni nell'album Gerry Mulligan meets Enrico Intra).

## Biografia
Intra inizia la propria carriera musicale in giovane età.  Nel 1960 partecipa al concorso radiofonico di Secondo Programma radiofonico La coppa del Jazz.

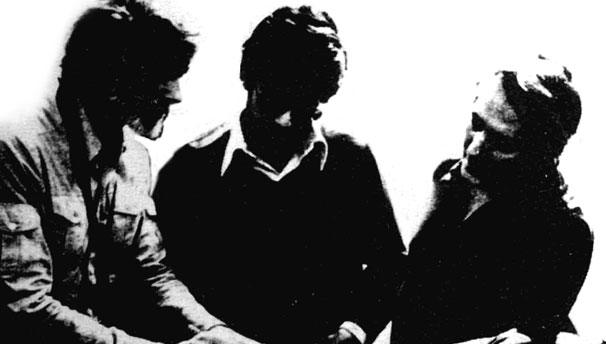
Gerry Mulligan Pino Presti Enrico Intra durante la registrazione di Gerry Mulligan meets Enrico Intra (1976)

Nel 1962, assieme a Gianni e Angela Bongiovanni, è co-fondatore dell'Intra's Derby Club, poi Derby Club, locale milanese di cabaret e musica di cui diviene conduttore. Abbandonato il Derby, nel 1966 apre, in società con Piero Sugar, figlio di Ladislao, allora proprietario della CGD, l'Intra's al Corso, altro cabaret milanese attivo fino al 1968 e situato al Teatro del Corso che ospita musica jazz e teatro sperimentale. Il locale ospita tra gli altri il Living Theatre e qui Intra e Sugar scoprono Caterina Caselli, allora bassista di uno dei gruppi invitati a suonare.
Nell'ottobre 1975 Intra registra con il sassofonista statunitense Gerry Mulligan l'album Gerry Mulligan meets Enrico Intra, con Pino Presti al basso elettrico, Tullio De Piscopo alla batteria, Giancarlo Barigozzi al sassofono tenore e flauto, Sergio Farina alla chitarra.
Nel 1976 si è esibisce in una serie di concerti con il "flauto d'oro" Severino Gazzelloni, che dopo una prima parte classica nella quale era accompagnato al pianoforte da Bruno Canino, si inseriva nel tessuto jazzistico preparato dallo stesso Intra al pianoforte, con Giancarlo Barigozzi ai sassofoni, Pino Presti al basso elettrico, Tullio De Piscopo alla batteria e Sergio Farina alla chitarra.
Nel 1976-1977 collabora con Giuni Russo (per cui aveva già diretto l'orchestra al Festival di Sanremo 1968 per il brano No amore),
Maria Antonietta Sisini, Cristiano Malgioglio e Italo Ianne nella composizione del singolo Silence e del successivo album Silence and Other Sounds della cantante Roxy Robinson, già componente femminile dei gruppi Quarto Sistema e Nuovo Sistema.
Dal 1987 Intra è impegnato con i Civici Corsi di jazz collegati all'attività della Civica Jazz Band milanese, collegata anche al Piccolo Teatro di Milano e da cui è uscito tra l'altro il trombonista Mr. T-bone. Con Cerri e con il musicologo Maurizio Franco si dedica alla direzione dell'Associazione Culturale Musica Oggi, premiata nel 2003 con l'Ambrogino d'oro, responsabile istituzionale dei corsi jazzistici.
Assieme ad altri musicisti, fra cui Markus Stockhausen, Roberto Fabbriciani, Mauro Negri, Marco Vaggi e Franco D'Andrea, nella seconda metà degli anni ottanta avvia il progetto Sound Movie, che si basa sull'improvvisazione totale, suonata durante la proiezione di film del cinema espressionista dell'epoca del muto (Nosferatu il vampiro di Friedrich Wilhelm Murnau, Metropolis di Fritz Lang, ecc.).
Con Franco Cerri, Carlo Garofano, Alex Stangoni, Marco Vaggi e Tony Arco tiene concerti nell'ensemble Doppio Trio.

## Stile

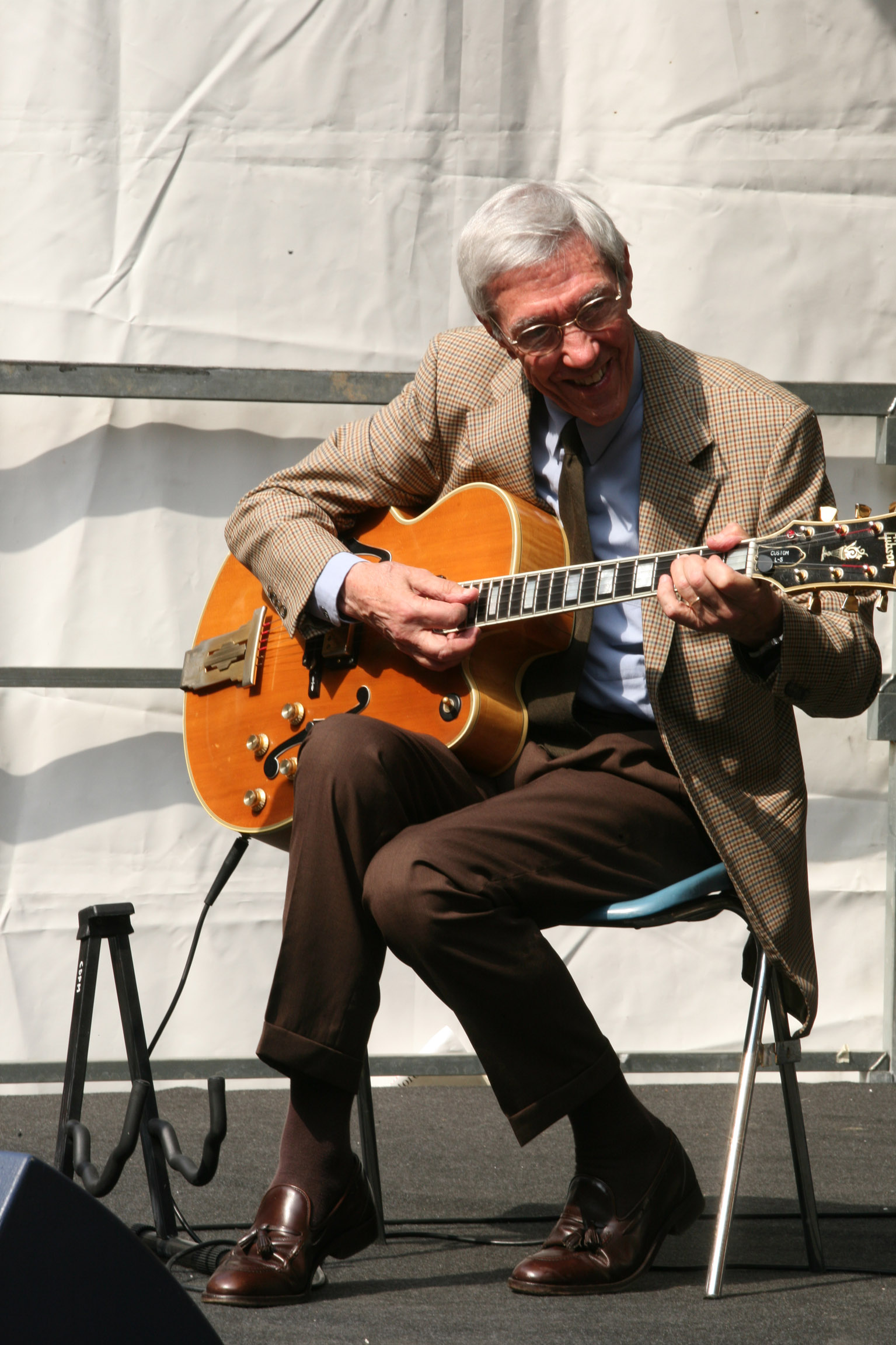
Con Franco Cerri Intra stabilì dal 1980 un affermato sodalizio

Influenzato culturalmente dalla musica classica, non ha perduto il legame con il blues e lo swing restando ancorato anche a certa musica leggera di qualità, oltre alla direzione d'orchestra prestata in alcune edizioni del Festival di Sanremo, l'esperienza di Paopop, Ri-Fi RFN NP 16615, presentato a Un disco per l'estate 1975, e di Popjazz, canzone composta per il Festivalbar 1975.
In chiave compositiva, fin dalle prime, originali opere in chiave bebop, Classic Jazz e La strada del petrolio, ha voluto uscire dagli schemi formali ed espressivi consolidati per dare spazio alla ricerca concernente il rapporto fra suono ed elettronica e alla rivisitazione dei vari generi musicali, non esclusa la musica sacra e il canto gregoriano.

## Festival
- Festival di Sanremo 1965 - direttore d'orchestra
- Festival di Sanremo 1968 - direttore d'orchestra e co-autore del brano No amore, scritta con Vito Pallavicini e interpretata da Giusy Romeo e Sacha Distel[11]
- Festival di Sanremo 1972 - direttore d'orchestra
- Festivalbar 1975 - in concorso con il brano Popjazz
- Un disco per l'estate 1975 - in concorso con il brano Paopop

## Televisione
- Domenica in (1977-1978) - direttore musicale

## Composizioni (parziale)
- Archetipo (suite per sestetto con violoncello ed oboe)
- Contro la seduzione (anni ottanta)
- Dissonanza-Consonanza
- The Blues
- Nosferatu
- Bach-Cage-Intra
- Nuova Civiltà

## Discografia parziale

### Discografia solista

#### Album in studio
- 1958 - Welcome Mr. Swing! (Liberty, I 8509; come Enrico Intra Quintet)
- 1967 - EI! SS...!
- 1968 - Sanremo '68
- 1969 - Archetipo - Il jazz libero europeo di Enrico Intra
- 1971 - Messa d'oggi
- 1971 - Le canzoni del Mediterraneo (Mediterranean songs) - La musica di Theodorakis (con Ezio Leoni)
- 1972 - Discoteca Numero Uno (con Ezio Leoni)
- 1974 - To The Victims Of Vietnam
- 1975 - Paopop
- 1976 - Voci dal silenzio
- 1976 - Gerry Mulligan meets Enrico Intra
- 1979 - Italian Jazz Ensemble
- 1986 - Contro la seduzione
- 1991 - The Blues
- 1999 - Dissonanza consonanza
- 2000 - Bernstein/Gershwin/Rodgers (con Civica Jazz Band e Franco Cerri)
- 2005 - Le case di Berio
- 2006 - Like Monk
- 2008 - Liebman meets Intra Contenuto (con David Liebman)
- 1978 - Oltre il tempo oltre lo spazio
- 2011 - Piani diversi
- 2014 - Bluestop (con Enrico Pieranunzi)
- 2016 - Three generations (con Paolino Dalla Porta e Mattia Cigalini)
- 2016 - Gregoriani & Spirituals (con Joyce Elaine Yuille, Marcella Carboni, Matteo Bortone, Stefano Tamborrino e Gavino Murgia)

#### Album dal vivo
- 2005 - Live!
- 2009 - Live In Milan, Duo, Trio, Quartet

#### EP
- 1957 - Trio
- 1957 - Enrico Intra e Gianfranco Intra
- 1958 - Welcome Mr. Swing (Liberty, H 8034; come Enrico Intra Quintet)
- 1961 - Enrico Intra (con l'orchestra di Pino Calvi)
- 1966 - Inverno Fiory Tentat Percussione Free (con Gil Cuppini e Giorgio Azzolini)

#### Singoli
- 1959 - Sempre ammore/Gioco
- 1969 - Piano concerto N. 21 in C Major K 467/Largo
- 1972 - Canal Grande/Tema In cerca di un film
- 1975 - Paopop/Adagio
- 1975 - Pop Jazz/6 ottobre
- 1976 - Birimbao/Nicole
- 1978 - Badaduba/Per amore
- 2018 - Insieme/Starbus

#### Partecipazioni
- 1973 - Dolce notte santa notte, con il brano Adeste Fideles
- 2003 - Iseo jazz - Dieci anni di jazz italiano, con il brano Volare

### Discografia con Il Trio

#### Album
- 2010 - Canzoni, preludi, notturni